# Ал-Прат-да-Любрагат
Ал-Прат-да-Любрага́т (кат. El Prat de Llobregat, вимова літературною каталанською [əł pɾat də ʎubɾə'ɣat]) — муніципалітет, розташований в Автономній області Каталонія, в Іспанії. Код муніципалітету за номенклатурою Інституту статистики Каталонії — 81691. Знаходиться у районі (кумарці) Баш-Любрагат (коди району — 11 та BT) провінції Барселона, згідно з новою адміністративною реформою перебуватиме у складі баґарії (округи) Барселона. За кількістю населення у 2007 р. місто займало 18 місце серед муніципалітетів Каталонії.

## Назва муніципалітету
Назва муніципалітету походить від лат. pratu. Слово Llobregat (назва річки) походить від лат. Rubricatu, що, можливо, у свою чергу походить з баскійської мови.

## Населення
Населення міста (у 2018 р.) становить 64 132 особи (з них менше 14 років — 14,3%, від 15 до 64 — 71,6%, понад 65 років — 14,1%). У 2006 р. народжуваність склала 715 осіб, смертність — 446 осіб, зареєстровано 244 шлюби. У 2001 р. активне населення становило 31.640 осіб, з них безробітних — 3.914 осіб.

Серед осіб, які проживали на території міста у 2001 р., 36.874 народилися в Каталонії (з них 9.695 осіб у тому самому районі, або кумарці), 22.364 особи приїхали з інших областей Іспанії, а 2.580 осіб приїхало з-за кордону. 

Вищу освіту має 7,2% усього населення. 

У 2001 р. нараховувалося 21.315 домогосподарств (з них 15,5% складалися з однієї особи, 26,9% з двох осіб,25% з 3 осіб, 23,2% з 4 осіб, 6,5% з 5 осіб, 1,8% з 6 осіб, 0,6% з 7 осіб, 0,3% з 8 осіб і 0,3% з 9 і більше осіб).

Активне населення міста у 2001 р. працювало у таких сферах діяльності : у сільському господарстві — 0,7%, у промисловості — 26,8%, на будівництві — 9,4% і у сфері обслуговування — 63,1%. 

 У муніципалітеті або у власному районі (кумарці) працює 31.775 осіб, поза районом — 14.908 осіб.

### Доходи населення
У 2002 р. доходи населення розподілялися таким чином :
| \| Доходи населення за статтями доходів \| Доходи населення за статтями доходів \| Доходи населення за статтями доходів \| \| Рік \| 2002 р. \| 2001 р. \| \| ------------------------------------ \| ------------------------------------ \| ------------------------------------ \| \| Заробітна платня \| 66,7% \| 69,1% \| \| Доходи від ведення бізнесу \| 15,6% \| 14,5% \| \| Соціальна допомога \| 17,7% \| 16,4% \| |         |         |
| Доходи населення за статтями доходів |         |         |
| Рік | 2002 р. | 2001 р. |
| Заробітна платня | 66,7%   | 69,1%   |
| Доходи від ведення бізнесу | 15,6%   | 14,5%   |
| Соціальна допомога | 17,7%   | 16,4%   |

### Безробіття
У 2007 р. нараховувалося 2.726 безробітних (у 2006 р. — 2.980 безробітних), з них чоловіки становили 44,2%, а жінки — 55,8%.

## Економіка
У 1996 р. валовий внутрішній продукт розподілявся по сферах діяльності таким чином :
| \| Валовий внутрішній продукт \| Валовий внутрішній продукт \| Валовий внутрішній продукт \| \| Рік \| 1996 р. \| 1991 р. \| \| -------------------------- \| -------------------------- \| -------------------------- \| \| Сільське господарство \| 0% \| 0% \| \| Промисловість \| 21,8% \| 0% \| \| Будівництво \| 3,1% \| 0% \| \| Послуги \| 75,1% \| 0% \| |         |         |
| Валовий внутрішній продукт |         |         |
| Рік | 1996 р. | 1991 р. |
| Сільське господарство | 0%      | 0%      |
| Промисловість | 21,8%   | 0%      |
| Будівництво | 3,1%    | 0%      |
| Послуги | 75,1%   | 0%      |

### Підприємства міста

#### Промислові підприємства
| \| Промислові підприємства міста, за сферою діяльності \| Промислові підприємства міста, за сферою діяльності \| Промислові підприємства міста, за сферою діяльності \| \| Рік \| 2002 р. \| 2001 р. \| \| --------------------------------------------------- \| --------------------------------------------------- \| --------------------------------------------------- \| \| Енергетичні та водні ресурси \| 2,2% \| 2,2% \| \| Хімія та метали \| 6,4% \| 6% \| \| Переробка металів \| 49,4% \| 48,5% \| \| Продукти харчування \| 7,7% \| 7,6% \| \| Текстиль \| 8% \| 8,4% \| \| Виробництво меблів, видання \| 21,5% \| 22,1% \| \| Інше \| 4,7% \| 5,2% \| \| Усього підприємств \| 362 \| 367 \| |         |         |
| Промислові підприємства міста, за сферою діяльності |         |         |
| Рік | 2002 р. | 2001 р. |
| Енергетичні та водні ресурси | 2,2%    | 2,2%    |
| Хімія та метали | 6,4%    | 6%      |
| Переробка металів | 49,4%   | 48,5%   |
| Продукти харчування | 7,7%    | 7,6%    |
| Текстиль | 8%      | 8,4%    |
| Виробництво меблів, видання | 21,5%   | 22,1%   |
| Інше | 4,7%    | 5,2%    |
| Усього підприємств | 362     | 367     |

#### Роздрібна торгівля
| \| Підприємства роздрібної торгівлі міста, за сферою діяльності \| Підприємства роздрібної торгівлі міста, за сферою діяльності \| Підприємства роздрібної торгівлі міста, за сферою діяльності \| \| Рік \| 2002 р. \| 2001 р. \| \| ------------------------------------------------------------ \| ------------------------------------------------------------ \| ------------------------------------------------------------ \| \| Продукти харчування \| 30,8% \| 31,1% \| \| Одяг та взуття \| 19,1% \| 19,3% \| \| Товари для дому \| 15% \| 14,9% \| \| Книги та періодичні видання \| 2,7% \| 2,8% \| \| Промислова хімічна продукція \| 7,1% \| 7,4% \| \| Продукція, пов'язана з транспортними засобами \| 8,4% \| 7,6% \| \| Інше \| 16,8% \| 16,7% \| \| Усього підприємств \| 1.019 \| 1.034 \| |         |         |
| Підприємства роздрібної торгівлі міста, за сферою діяльності |         |         |
| Рік | 2002 р. | 2001 р. |
| Продукти харчування | 30,8%   | 31,1%   |
| Одяг та взуття | 19,1%   | 19,3%   |
| Товари для дому | 15%     | 14,9%   |
| Книги та періодичні видання | 2,7%    | 2,8%    |
| Промислова хімічна продукція | 7,1%    | 7,4%    |
| Продукція, пов'язана з транспортними засобами | 8,4%    | 7,6%    |
| Інше | 16,8%   | 16,7%   |
| Усього підприємств | 1.019   | 1.034   |

#### Сфера послуг
| \| Підприємства міста, що працюють у сфері послуг, за діяльністю \| Підприємства міста, що працюють у сфері послуг, за діяльністю \| Підприємства міста, що працюють у сфері послуг, за діяльністю \| \| Рік \| 2002 р. \| 2001 р. \| \| ------------------------------------------------------------- \| ------------------------------------------------------------- \| ------------------------------------------------------------- \| \| Гуртова торгівля \| 10,9% \| 10,8% \| \| Готелі та готельний бізнес \| 18,5% \| 19,4% \| \| Транспорт та зв'язок \| 33% \| 33,2% \| \| Посередницькі фінансові послуги \| 3,4% \| 3,4% \| \| Послуги підприємствам \| 6% \| 5,7% \| \| Послуги фізичним особам \| 21,6% \| 20,8% \| \| Нерухомість та ін. \| 6,7% \| 6,7% \| \| Усього підприємств \| 1.966 \| 1.951 \| |         |         |
| Підприємства міста, що працюють у сфері послуг, за діяльністю |         |         |
| Рік | 2002 р. | 2001 р. |
| Гуртова торгівля | 10,9%   | 10,8%   |
| Готелі та готельний бізнес | 18,5%   | 19,4%   |
| Транспорт та зв'язок | 33%     | 33,2%   |
| Посередницькі фінансові послуги | 3,4%    | 3,4%    |
| Послуги підприємствам | 6%      | 5,7%    |
| Послуги фізичним особам | 21,6%   | 20,8%   |
| Нерухомість та ін. | 6,7%    | 6,7%    |
| Усього підприємств | 1.966   | 1.951   |

## Житловий фонд
У 2001 р. 7,3% усіх родин (домогосподарств) мали житло метражем до 59 м2, 65,8% — від 60 до 89 м2, 22,4% — від 90 до 119 м2 і
4,5% — понад 120 м2.

З усіх будівель у 2001 р. 28,1% було одноповерховими, 23,2% — двоповерховими, 9,6
% — триповерховими, 9,7% — чотириповерховими, 16,1% — п'ятиповерховими, 5,5% — шестиповерховими,
4,4% — семиповерховими, 3,4% — з вісьмома та більше поверхами.

## Автопарк
| \| Автомобілі, зареєстровані у місті, за призначенням \| Автомобілі, зареєстровані у місті, за призначенням \| Автомобілі, зареєстровані у місті, за призначенням \| \| Рік \| 2006 р. \| 2005 р. \| \| -------------------------------------------------- \| -------------------------------------------------- \| -------------------------------------------------- \| \| Приватні автомобілі \| 73,3% \| 73,8% \| \| Мотоцикли \| 8,9% \| 8,2% \| \| Вантажівки \| 13,5% \| 13,8% \| \| Трактори \| 0,8% \| 0,7% \| \| Автобуси та ін. \| 3,7% \| 3,6% \| \| Усього автомобілів \| 38.257 шт. \| 36.702 шт. \| |            |            |
| Автомобілі, зареєстровані у місті, за призначенням |            |            |
| Рік | 2006 р.    | 2005 р.    |
| Приватні автомобілі | 73,3%      | 73,8%      |
| Мотоцикли | 8,9%       | 8,2%       |
| Вантажівки | 13,5%      | 13,8%      |
| Трактори | 0,8%       | 0,7%       |
| Автобуси та ін. | 3,7%       | 3,6%       |
| Усього автомобілів | 38.257 шт. | 36.702 шт. |

## Вживання каталанської мови
У 2001 р. каталанську мову у місті розуміли 91,9% усього населення (у 1996 р. — 90,6%), вміли говорити нею 63,6% (у 1996 р. — 
57,3%), вміли читати 66,2% (у 1996 р. — 58,4%), вміли писати 41,3
% (у 1996 р. — 36,2%). Не розуміли каталанської мови 8,1%.

## Політичні уподобання
У виборах до Парламенту Каталонії у 2006 р. взяло участь 23.151 особа (у 2003 р. — 27.181 особа). Голоси за політичні сили розподілилися таким чином:
| \| Вибори до Парламенту Каталонії \| Вибори до Парламенту Каталонії \| Вибори до Парламенту Каталонії \| \| Рік \| 2006 р. \| 2003 р. \| \| -------------------------------------- \| ------------------------------ \| ------------------------------ \| \| Конвергенція та Єднання (CiU) \| 20,1% \| 19,1% \| \| Соціалістична партія Каталонії (PSC) \| 38,7% \| 45,1% \| \| Народна партія (PP) \| 13,3% \| 13,1% \| \| Ініціатива за Каталонію — Зелені (ICV) \| 12,4% \| 11,3% \| \| Республіканська лівиця Каталонії (ERC) \| 8,9% \| 9,4% \| \| Громадяни — Громадянська партія (C's) \| 3,4% \| 0% \| \| Інші \| 3,3% \| 2% \| |         |         |
| Вибори до Парламенту Каталонії |         |         |
| Рік | 2006 р. | 2003 р. |
| Конвергенція та Єднання (CiU) | 20,1%   | 19,1%   |
| Соціалістична партія Каталонії (PSC) | 38,7%   | 45,1%   |
| Народна партія (PP) | 13,3%   | 13,1%   |
| Ініціатива за Каталонію — Зелені (ICV) | 12,4%   | 11,3%   |
| Республіканська лівиця Каталонії (ERC) | 8,9%    | 9,4%    |
| Громадяни — Громадянська партія (C's) | 3,4%    | 0%      |
| Інші | 3,3%    | 2%      |

У муніципальних виборах у 2007 р. взяло участь 22.699 осіб (у 2003 р. — 26.846 осіб). Голоси за політичні сили розподілилися таким чином:
| \| Муніципальні вибори \| Муніципальні вибори \| Муніципальні вибори \| \| Рік \| 2007 р. \| 2003 р. \| \| -------------------------------------- \| ------------------- \| ------------------- \| \| Конвергенція та Єднання (CiU) \| 9,3% \| 9,2% \| \| Соціалістична партія Каталонії (PSC) \| 26% \| 26,5% \| \| Народна партія (PP) \| 14,4% \| 12,9% \| \| Ініціатива за Каталонію — Зелені (ICV) \| 39,5% \| 40,9% \| \| Республіканська лівиця Каталонії (ERC) \| 6,1% \| 5% \| \| Громадяни — Громадянська партія (C's) \| 0% \| 0% \| \| Інші \| 4,7% \| 5,5% \| |         |         |
| Муніципальні вибори |         |         |
| Рік | 2007 р. | 2003 р. |
| Конвергенція та Єднання (CiU) | 9,3%    | 9,2%    |
| Соціалістична партія Каталонії (PSC) | 26%     | 26,5%   |
| Народна партія (PP) | 14,4%   | 12,9%   |
| Ініціатива за Каталонію — Зелені (ICV) | 39,5%   | 40,9%   |
| Республіканська лівиця Каталонії (ERC) | 6,1%    | 5%      |
| Громадяни — Громадянська партія (C's) | 0%      | 0%      |
| Інші | 4,7%    | 5,5%    |